# Maravillal
Maravillal es una localidad del estado mexicano de Guanajuato. Es parte del municipio de San Luis de la Paz.

## Demografía
| Gráfica de evolución demográfica |
|                                  |

| Censo | Población |
| ----- | --------- |
| 1910  | 348       |
| 1921  | 266       |
| 1930  | 92        |
| 1940  | 45        |
| 1950  | 44        |
| 1960  | 61        |
| 1970  | 142       |
| 1980  | 230       |
| 1990  | 387       |
| 2000  | 431       |
| 2010  | 879       |
| 2020  | 1 087     |